# Lazy Bums
Lazy Bums är en musikduo från Israel. De var med i Eurovision Song Contest 1987 med sin låt Shir ha-batlamin (Dagdrivarens sång) och slutade på plats 8 med 73 poäng. Och efter Eurovision blev Shir ha-batlamin en hitlåt